# Ca de Bou
Der Ca de Bou ist eine von der FCI (Nr. 249, Gr. 2, Sek. 2.1) anerkannte spanische Hunderasse.

## Herkunft und Geschichtliches
Während der britischen Besatzung Menorcas (1708–1802) waren Hundekämpfe in den Hafengegenden der Balearen ein beliebter Volkssport. Da der Ca de Bou sonst Stiere hütete und für das Bullenbeißen eingesetzt wurde, war er meist der Champion. Beim Bullenbeißen besteht die Aufgabe des Hundes darin, einen ausgewachsenen Stier zu Boden zu reißen. Nach dem Verbot der Hundekämpfe und des Bullenbeißens ging die Anzahl der Vertreter dieser Rasse stark zurück. Züchter auf dem Festland retteten die Rasse sozusagen vor dem Aussterben und zeigten den Ca de Bou auf Ausstellungen.

## Beschreibung
Der Gesamteindruck zeigt einen sehr kräftigen, muskulös und aufmerksamen Hund. Er wird bis zu 58 cm groß und 38 kg schwer. Das Fell ist kurz und dicht, die Farben reichen von golden-gelb, lohfarben sandfarben, beige bis schwarz, und kann gestromt sein. An Vorderpfoten, Brust und Fang sind weiße Flecken bis zu 30 Prozent der Fläche erlaubt. Er trägt eine schwarze Maske.

## Wesen
Heute ist er ein temperamentvoller, freundlicher, nervenstarker Hund, in der Familie ruhig und ausgeglichen, seinem Herrn treu ergeben und Fremden gegenüber unbestechlich.

## Verwendung
Früher: Hütehund, Bullenbeißer und Kampfhund, heute: Familien- und Begleithund